# Yi (peuple ancien)
Pour les articles homonymes, voir Yi.
 (août 2015).
Si vous disposez d'ouvrages ou d'articles de référence ou si vous connaissez des sites web de qualité traitant du thème abordé ici, merci de compléter l'article en donnant les références utiles à sa vérifiabilité et en les liant à la section « Notes et références ».

Écriture ossécaille du caractère

Style bronze

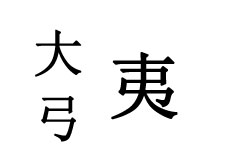
Le sinogramme yí composé des éléments, déformation de l'homme et de

Le terme Yi (夷, yí, « étranger ou exterminer ») désigne durant la dynastie Zhou différentes peuplades de l’est et du nord-est de la Chine actuelle, habitant les côtes de la mer de Bohai et les cours inférieurs du fleuve Jaune et de la Huai (actuels Shandong, Hebei, Jiangsu, Anhui). À l’établissement de l’empire, elles s’étaient déjà fondues dans l’ensemble des Han. 
Elles apparaissent dans les textes sous différentes appellations : Yi de l’ouest (西夷, xīyí), du sud (南夷, nányí), Yi-oiseaux (鸟夷 / 鳥夷, niǎoyí), de l’est (东夷 / 東夷, dōngyí), de la Huai (淮夷, huáiyí), Neuf Yi (九夷, jiǔyí), les trois dernières étant les plus connues.
Le terme Dongyi désigne à partir de la dynastie Han des populations étrangères (actuels Coréens, Mongols, Toungouses et Japonais) du Nord et de l’Est. Les quatre « barbares » Siyi (四夷, sìyí) : Yi de l’est (东夷 / 東夷, dōngyí), Rong de l’ouest (西戎, xīróng), Man du Sud (南蛮, nánmán, « brutes du sud ») et Di du Nord (北狄, běidí, « barbares du Nord »).
Le caractère Yi semble déjà désigner une ethnie dans les inscriptions Shang, mais sans précision permettant d’établir un rapport avec les Yi de l’époque Zhou. 
Le dictionnaire Shuowen Jiezi (~100) donne au caractère Yi 夷 le sens de « archer » (voir illustration). Les Dongyi ont en effet dans les textes d’avant l’empire la réputation d’être des archers hors pair, comme Houyi. 
Dans l’antiquité mythique, Houyi, Chiyou et les empereurs Shun et Shaohao étaient considérés comme des Dongyi. Le dernier, basé au Shandong, régnait selon une légende sur un pays dont tous les fonctionnaires étaient des oiseaux. Les historiens supposent qu’il s’agit d’une interprétation de leurs totems. 
Plusieurs batailles contre les Huaiyi et les Dongyi sont mentionnées durant les Zhou occidentaux. À l’époque des Printemps et Automnes, 
plusieurs clans de Qi et Xu (徐國) sont cités comme appartenant aux Dongyi.
Dans les années 1980, les archéologues chinois étaient partisans d’une origine double de la nation Han : Huaxia de l’ouest et Dongyi de l’est. Ils attribuaient aux derniers les cultures suivantes : Houli (6400 BC - 5700 BC), Beixin (5300 BC - 4100 BC), Dawenkou (4100 BC - 2600 BC), Longshan (3200 BC - 1900 BC),
Yueshi (2000 BC - 1600 BC). Cette hypothèse est tombée en défaveur au profit d’une vision plus complexe des origines culturelles chinoises.

## Écriture Yi
L’écriture Yi est une ancienne écriture présente en Chine, et ressemble superficiellement au chinois moderne[réf. nécessaire], mais ne lui serait en fait pas directement apparentée. Sa forme est probablement inspirée du chinois moderne, et on ne peut exclure qu'elle ait une origine lointaine commune avec l'écriture chinoise moderne, remontant peut être aux oracles sur os.